# Joan Evangelista
|  | «Sant Joan Evangelista » redirigeix aquí. Vegeu-ne altres significats a «Sant Joan Evangelista (desambiguació)». |

Joan Evangelista (també Joan el Teòleg, Joan el Diví o Fill del Tro (grec antic: Εὐαγγελιστής Ἰωάννης) és el presumpte autor de l'Evangeli de Joan, i, segurament, d'altres escrits com els anomenats Escrits Joànics del Nou Testament: les tres Epístoles de Joan i, segons alguns, de l'Apocalipsi. L'autoria d'aquestes obres ha estat molt debatuda (i ho ha estat d'ençà de ben bé l'any 200 dC,), i ni tan sols es va acordar que l'anomenat "Evangeli de Joan" fos escrit per un individu de nom "Joan" (Ἰωάννης o יוחנן) No obstant això, la noció de "Joan l'Evangelista" existeix, i en general es considera com la mateixa persona que l'apòstol Joan.

## L'Evangelista
La paraula «evangelista» (del grec antic ευαγγελιον, a través del llatí evangelium) en aquest cas significa «escriptor d'un evangeli» i no pas «portador de bones notícies», que seria el significat literal.
L'Evangeli de Joan es refereix al d'altra banda innominat «deixeble que Jesús estimava» o «deixeble estimat», citat a Joan 20:2 el que «venia solament a donar-ne testimoni (del missatge de l'Evangeli)». L'autor de l'Evangeli de Joan semblava interessat a mantenir l'anonimat intern de la identitat de l'autor, tot i que la interpretació de l'Evangeli a la llum dels evangelis sinòptics, i tenint en compte que l'autor esmenta (i per tant no afirma que és) Pere i Jaume, en general s'ha acceptat que l'autor ni era l'apòstol Joan ni volia fer-se passar per ell.
La tradició cristiana diu que Joan Evangelista va ser l'apòstol Joan. De fet, Joan l'Apòstol va ser una figura històrica, un dels "pilars" de l'Església de Jerusalem després de la mort de Jesús. Va ser un dels originals dotze apòstols de Crist i es creu que és l'únic per viure fins a una edat avançada i no fou assassinats per la seva fe. Joan s'associa amb Efes, on es diu que ha viscut i estat enterrat. Alguns creuen que va ser exiliat (al voltant del 95 dC) a Patmos, on va escriure l'Apocalipsi. No obstant això, aquest és un tema de debat, i alguns atribueixen l'autoria de l'Apocalipsi a un altre home, anomenat Joan de Patmos, o a Joan el Presbíter.
Els estudiosos ortodoxos de l'Església Catòlica Romana, la majoria de les esglésies protestants, i la totalitat de l'Església Ortodoxa Oriental atribueixen tota la literatura de Joan a la mateixa persona, el «Sant Apòstol i Evangelista, Joan el Teòleg», a qui s'identifica amb el «deixeble estimat» en l'Evangeli de Joan.

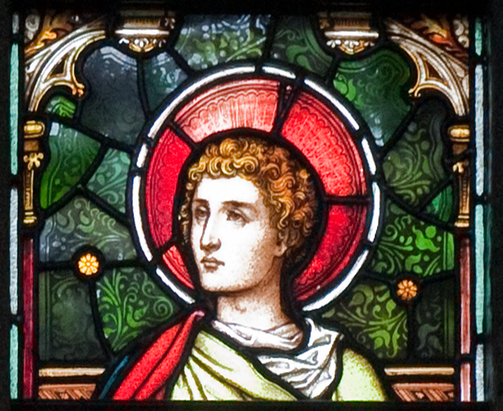
Vitrall a la finestra a Catedral de Sant Aidan, Irlanda

## Festivitat

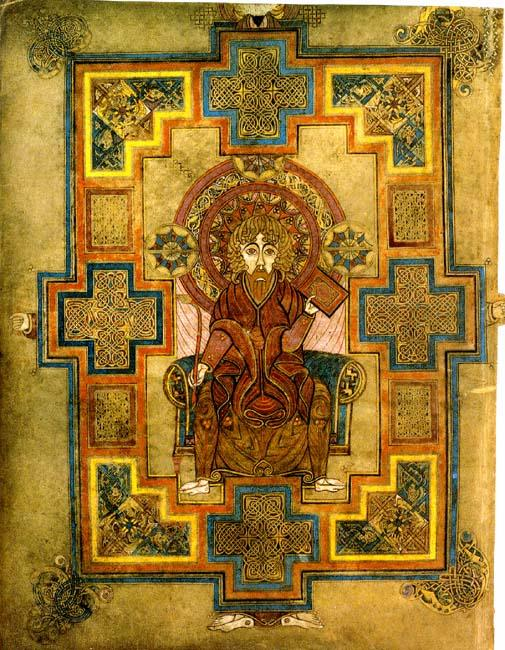
Un retrat del Llibre de Kells, c. 800

La festivitat de Sant Joan a l'Església Catòlica Romana, que l'anomena «Sant Joan, apòstol i evangelista», i en els calendaris de la Comunió Anglicana i Luterana, que en diuen «Joan, Apòstol i Evangelista», és el 27 de desembre. Al calendari tridentí es commemorava també en cada un dels següents dies fins a i inclòs el 3 de gener, l'octava de la festivitat del 27 de desembre. Aquesta octava va ser abolida per Papa Pius XII el 1955. El color litúrgic tradicional és el blanc.

## En l'art

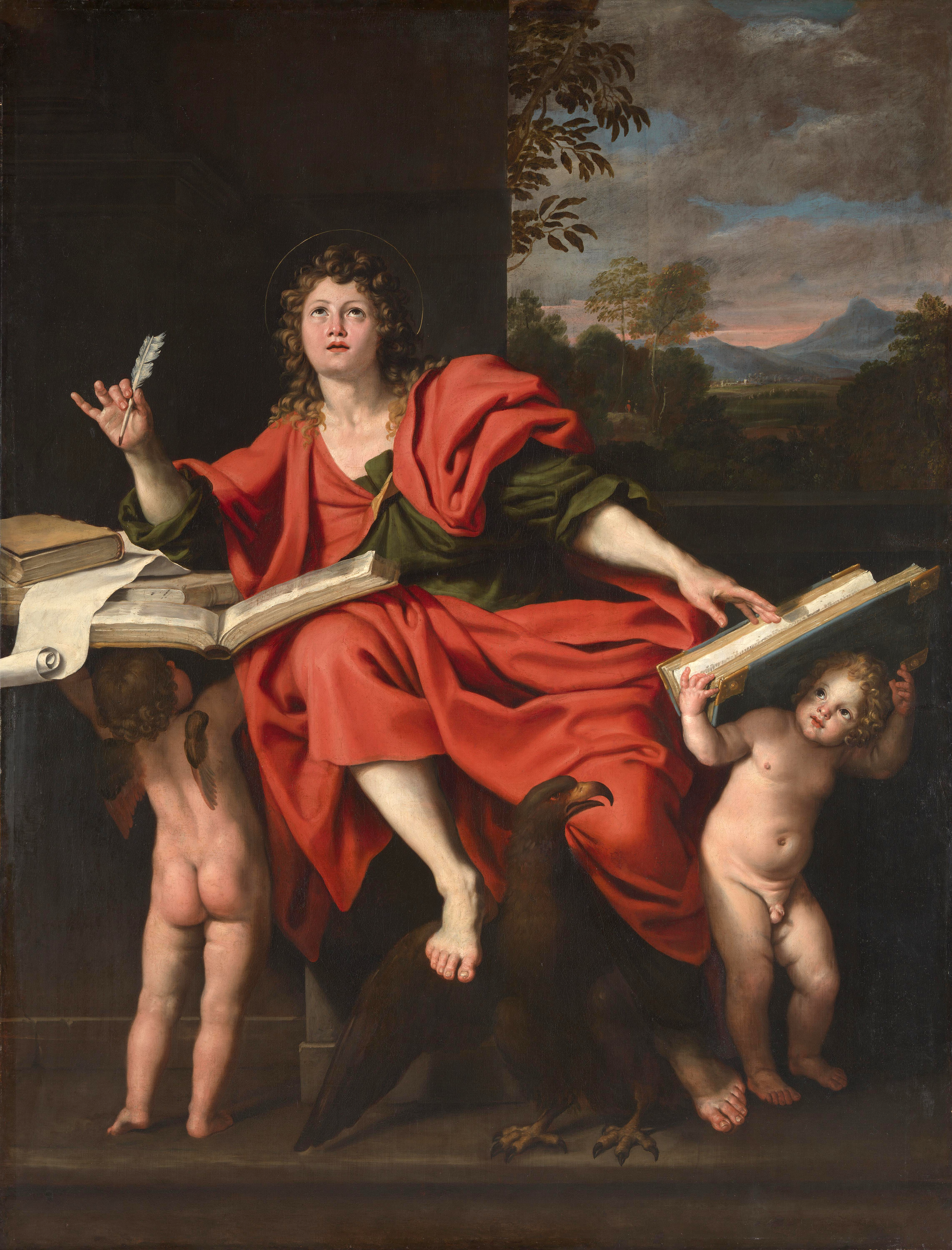
St. Joan Evangelista
per Zampieri (1621-1629)

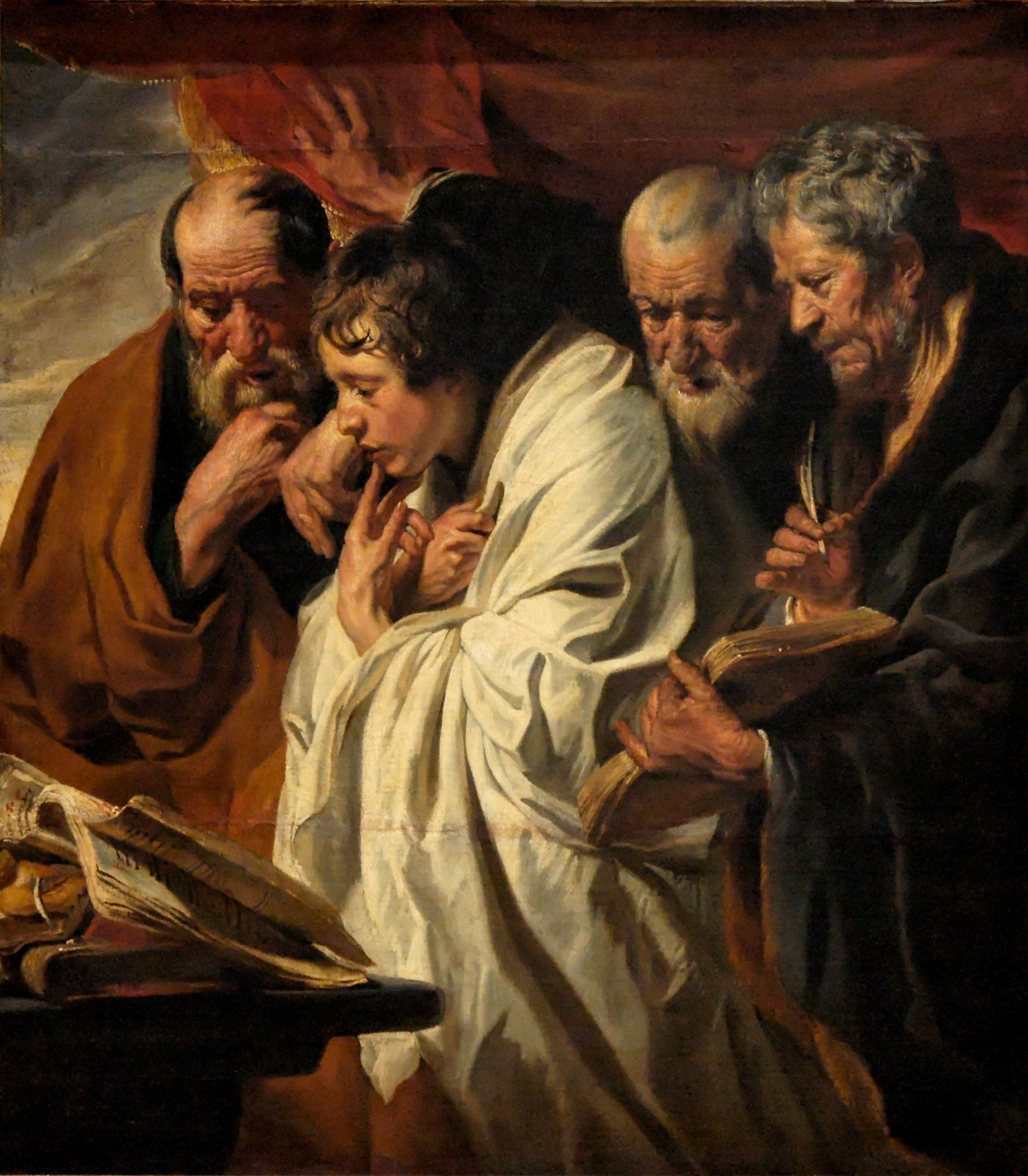
Els quatre evangelistes de Jacob Jordaens. Joan Evangelista és representat com un home jove.

Joan Evangelista és representat generalment com un home jove. El seu símbol del Tetramorf és una àliga, que simbolitza l'altura intel·lectual i conceptual que assoleix en el primer capítol del seu Evangeli. Un altre símbol seu és el calze, que no es va adoptar fins al segle xii, i que s'interpreta com una referència a l'Últim Sopar.
El simbolisme del calze també es connecta amb la llegenda segons la qual Sant Joan va agafar una copa de vi enverinat, de la qual, per la seva benedicció, es va alçar el verí en forma de serp. Potser l'explicació més natural és la que es troba en les paraules de Crist a Joan i Jaume "Prou que beureu la meva copa". (Mateu 20:23)
La pintura Sant Joan Evangelista de Domenico Zampieri (també conegut com a Domenichino) va ser subhastada a Londres el desembre de 2009, per una suma estimada de 16,5 milions de dòlars EUA. es va vendre per 9.225.250 lliures esterlines. Aquest quadre del pintor barroc italià Zampieri es va exposar a la National Gallery de Londres, com a préstec d'una col·lecció privada. Joan Evangelista és representat com un jove acompanyat pel seu símbol tradicional de l'àguila i dos amorets. La seva mirada es dirigeix cap amunt, cap a Déu quan rep la inspiració per al seu evangeli, emfatitzat pel fort clarobscur de llum que cau sobre ell. Això era típic de l'estil de l'artista, que continuava la forma del darrer Rafael i el seu propi mestre Annibale Carracci.
Es diu que la composició està inspirada en l'escultura clàssica, i alguns comentaristes apunten específicament al Laocoont. Això també és evident en altres tractaments a gran escala de Domenichino del tema com ara la Verge i el Nen amb els Sants Joan Evangelista i Petroni i el penjoll a l'església de Sant'Andrea della Valle. La pintura també inclou un exemple de la pintura de paisatge de l'artista, un aspecte de la seva obra que va ser particularment influent en els gustos de Claude Lorrain i Nicolas Poussin. Aquest element de l'obra estava originalment més comprimit a la part dreta de la tela, i l'arquitectura tenia precedència. No obstant això, Domenichino va reconsiderar aquesta disposició i va pintar al damunt una extensió del paisatge a la paret. Són també visibles altres alteracions en els llibres, la mà de l'amoret dret i el turó més gran del paisatge. El Museu Episcopal de Vic conté un drap de faristol representant Sant Joan Evangelista a Patmos, teixit i passamaneria brodat amb seda i or, provinent del monestir de Sant Joan de les Abadesses, de gran vàlua.

## Galeria d'art

Joan l'Evangelista
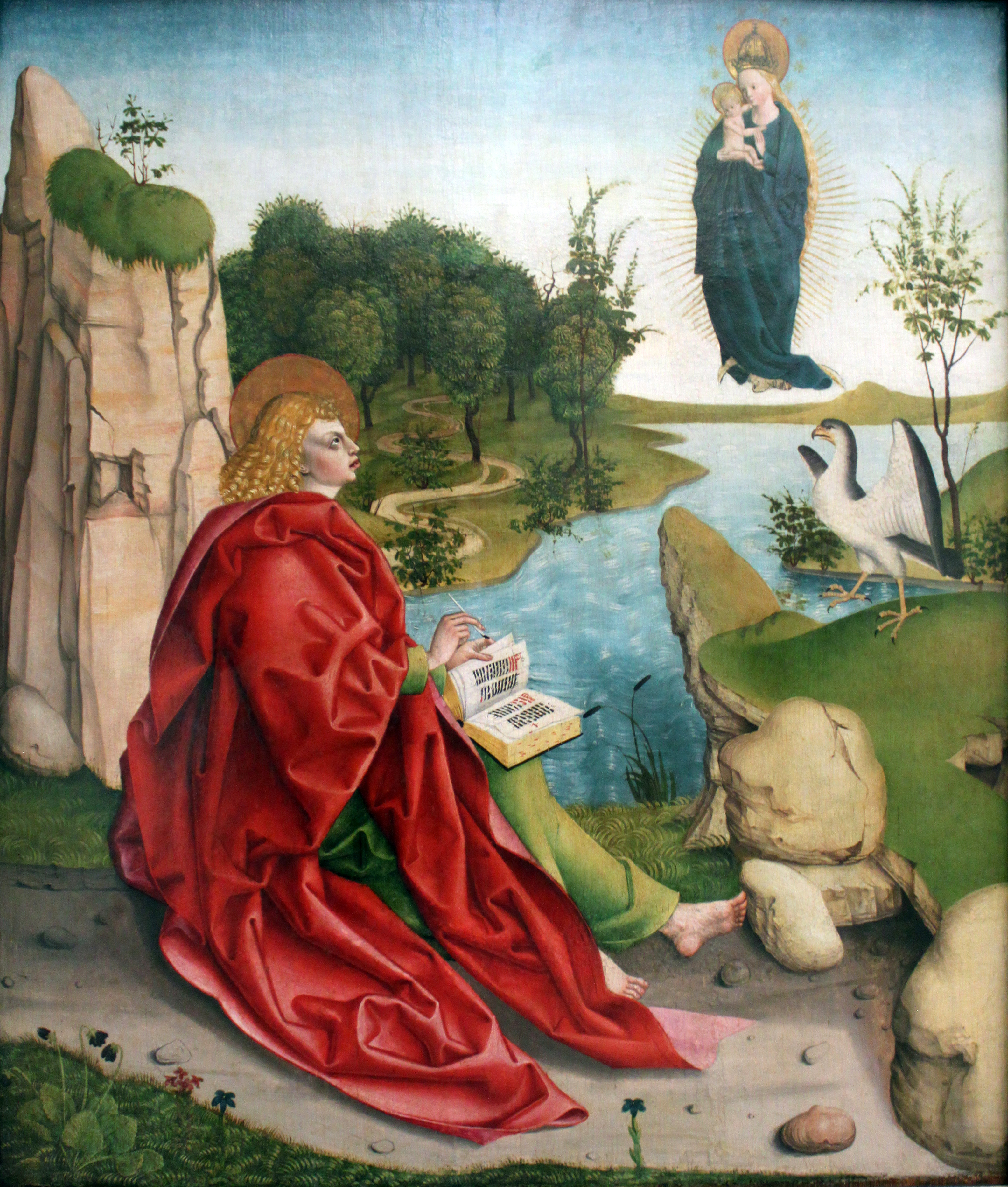
Joan Evangelista a Patmos, 1490
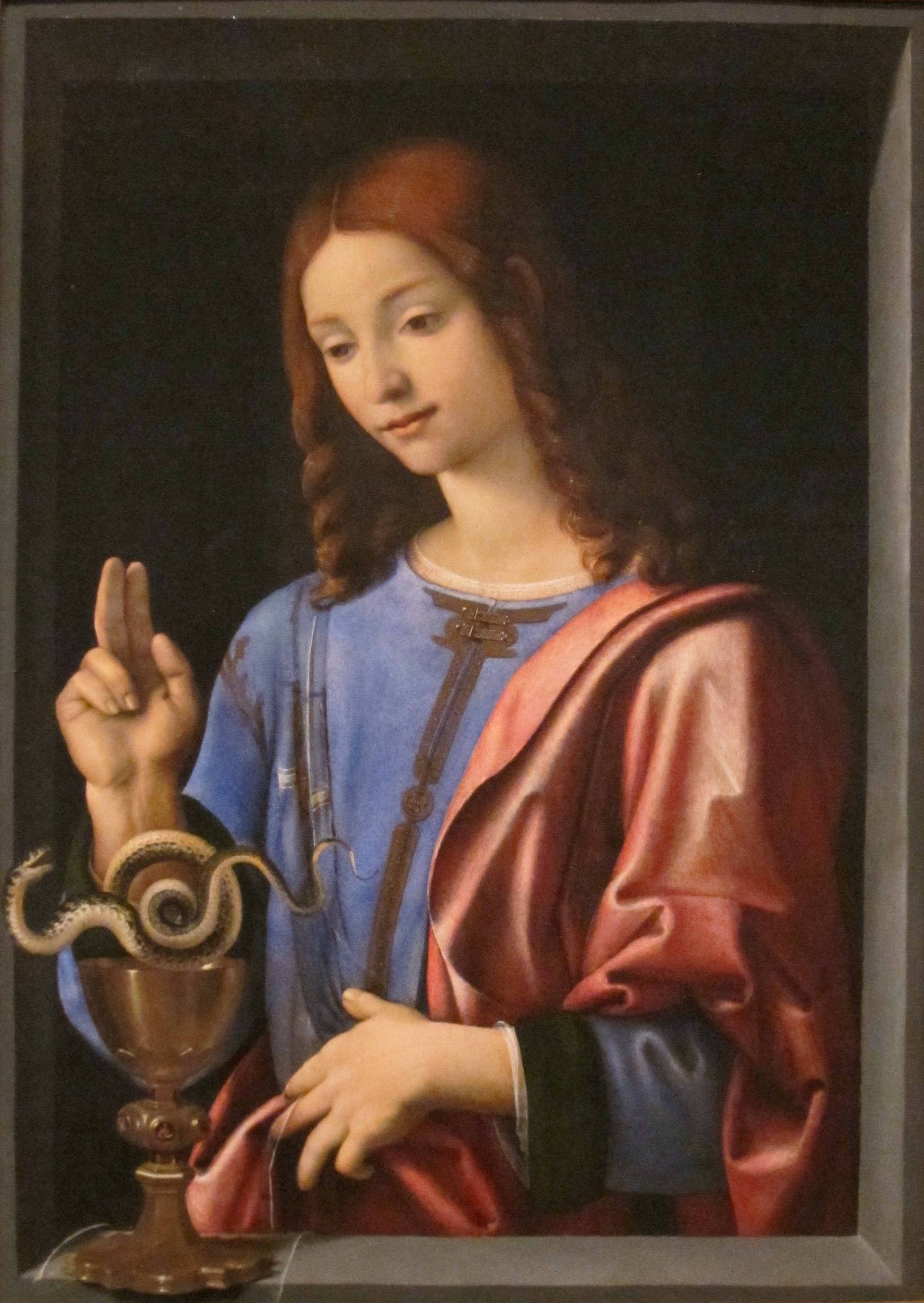
Piero di Cosimo St. Joan Evangelista, oli sobre taula, 1504-6, Acadèmia de les Arts d'Honolulu, EUA
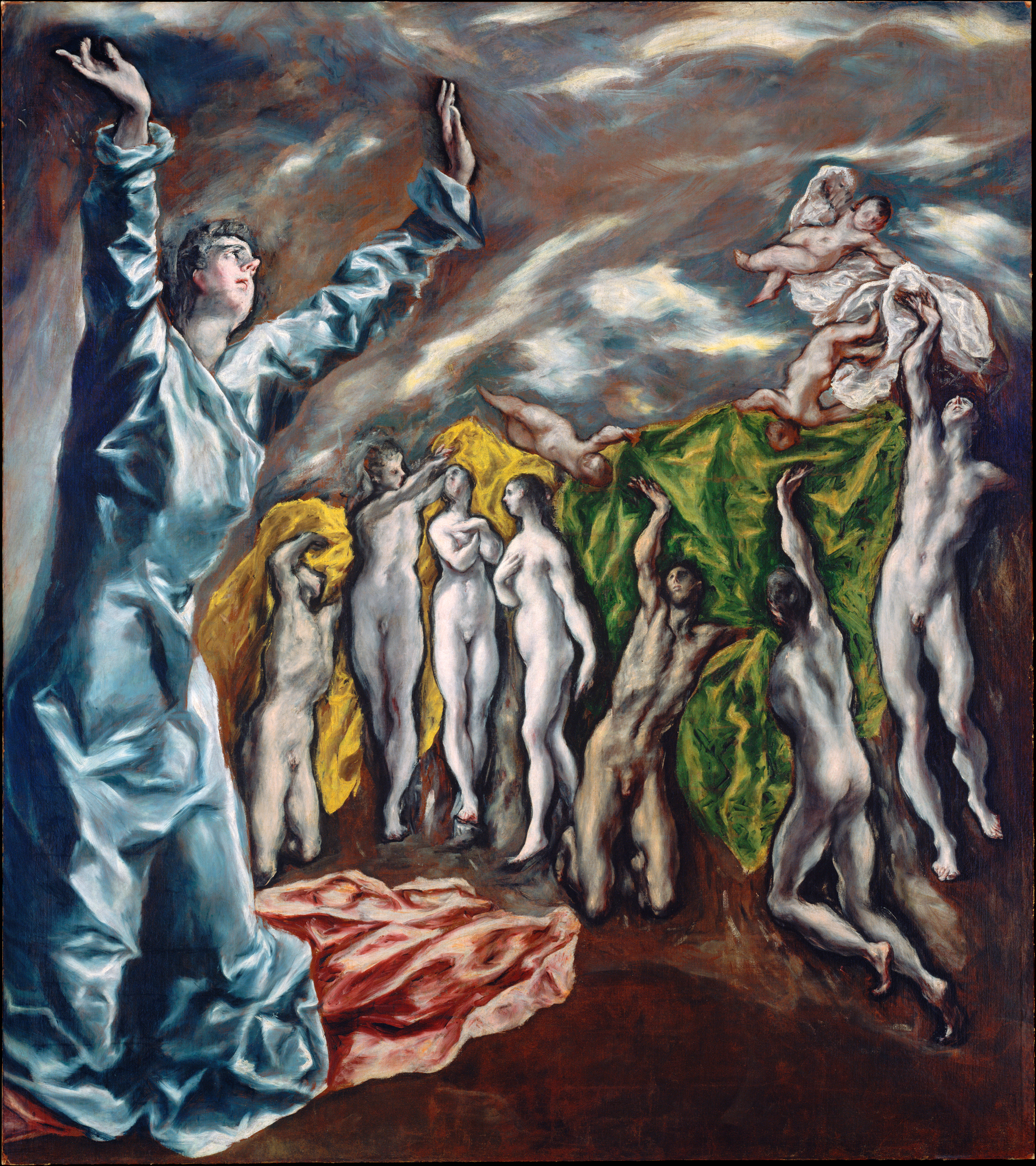
La Visió de Sant Joan (1608-1614), del Greco
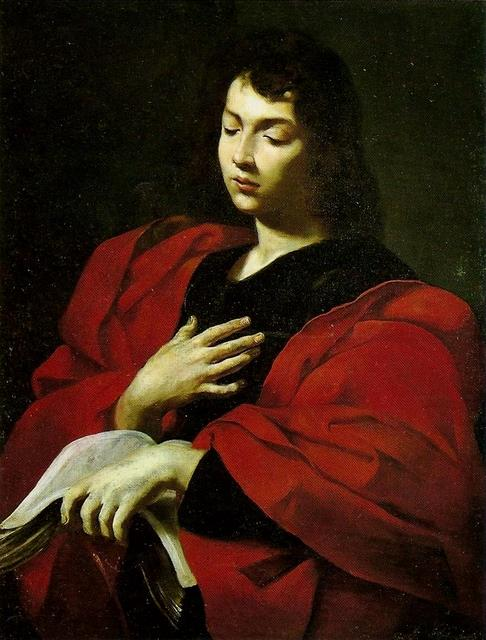
St. Joan Evangelista a la meditació per Simone Cantarini (1612-1648), Bolonya
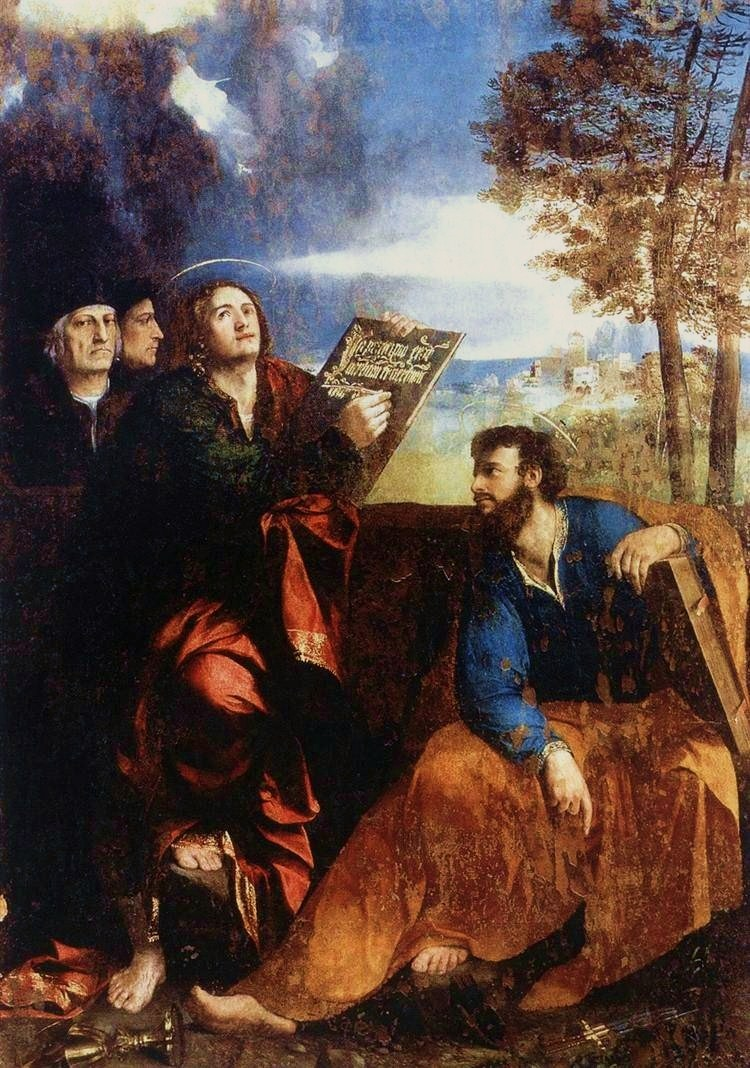
Sant Joan i Bartomeu, de Dosso Dossi
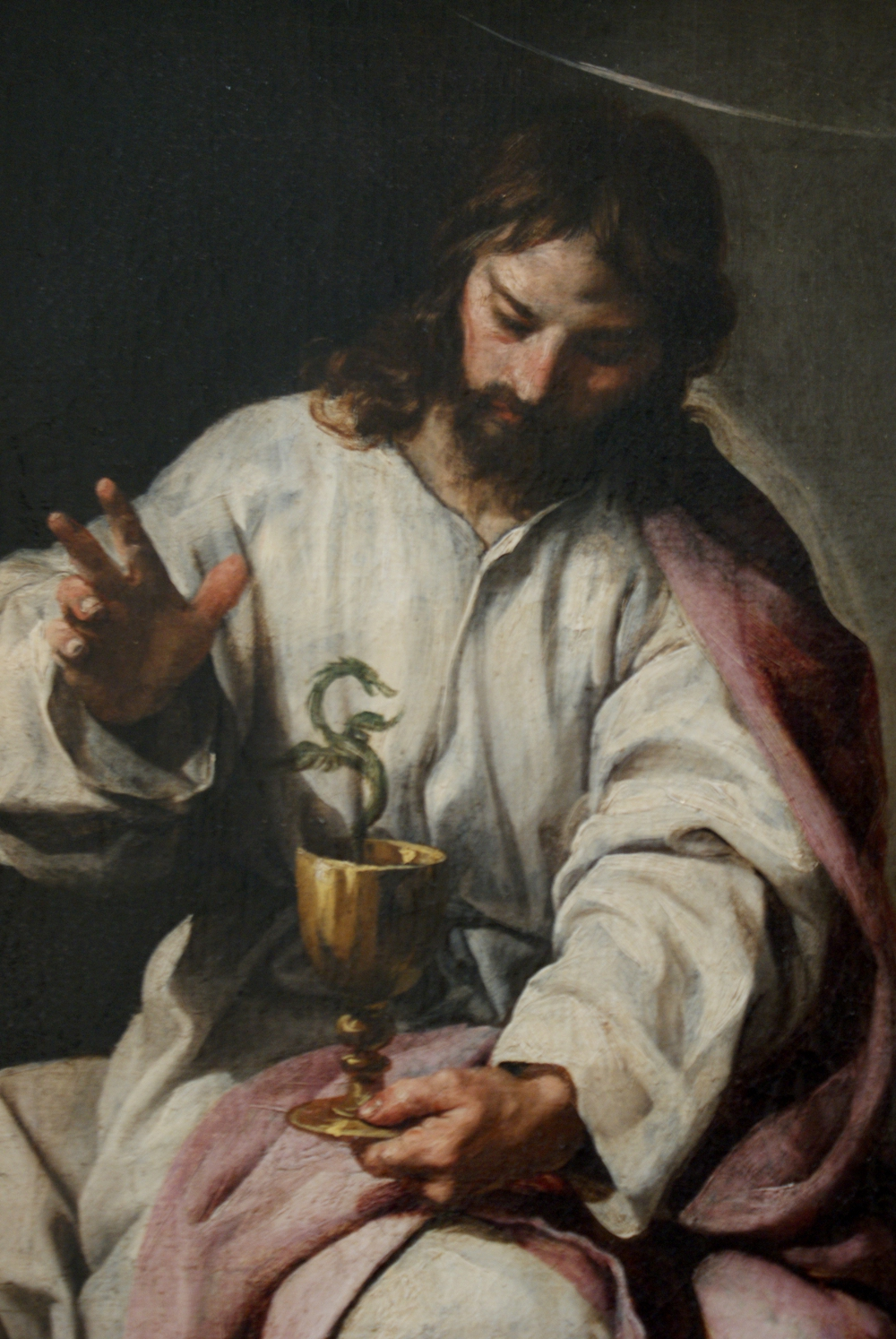
Sant Joan i la copa enverinada d'Alonso Cano a Espanya (1635-1637)
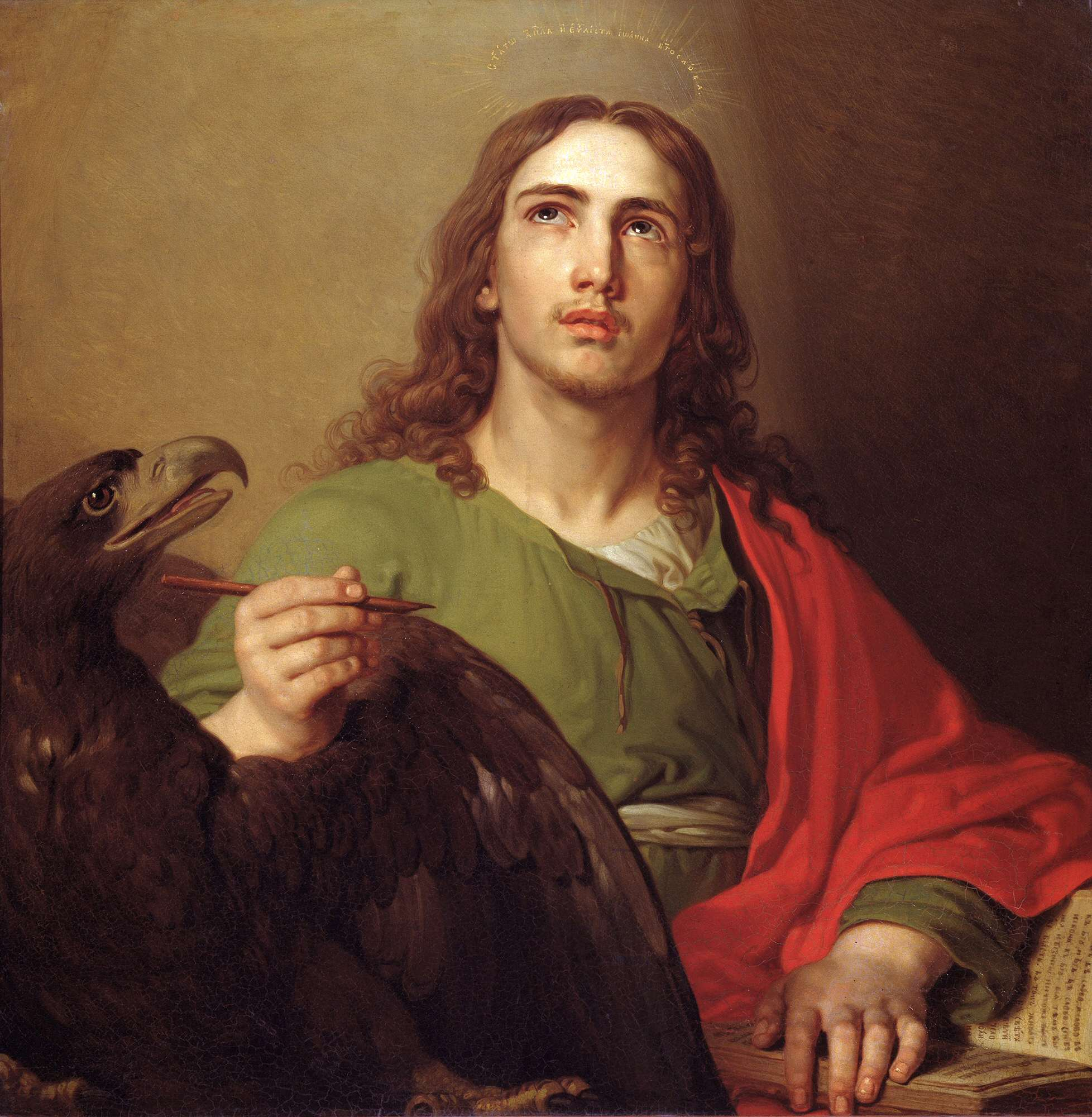
Sant Joan i el voltor per El Greco
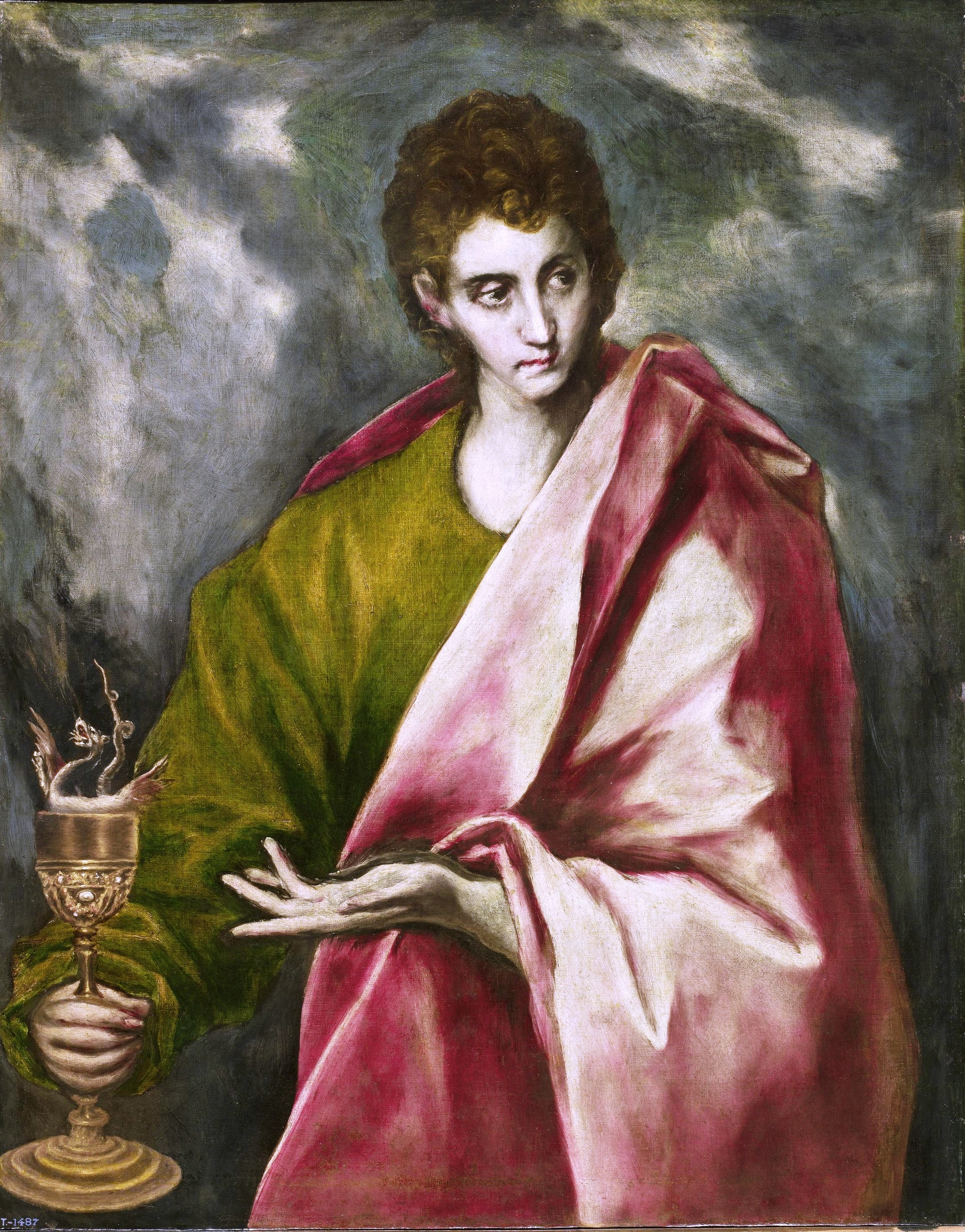
Sant Joan i la copa del Greco
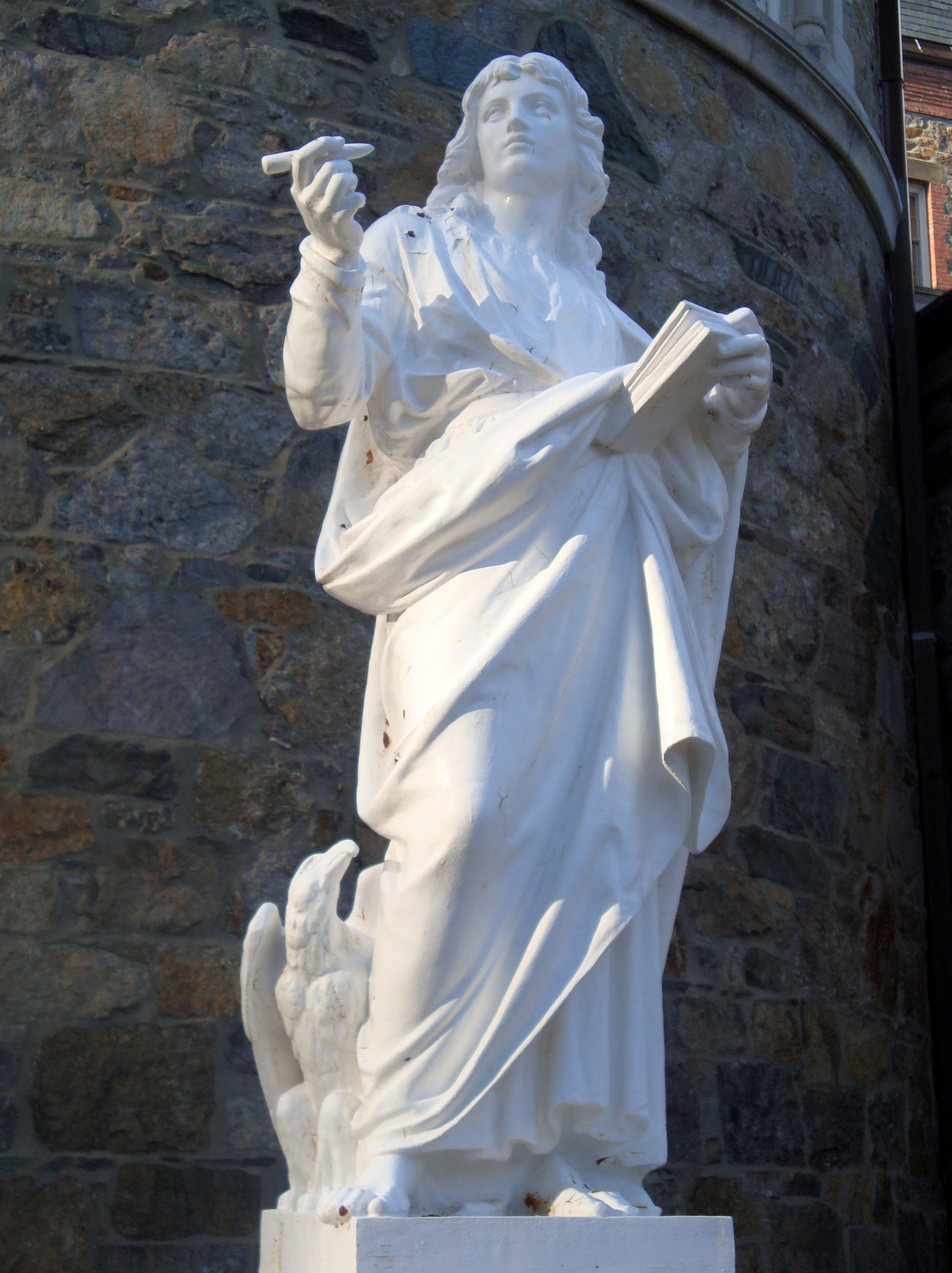
Estàtua de Joan Evangelista a l'exterior del Seminari de Sant Joan, Boston